# Joãozinho (football, 1989)
João Carlos Reis Graça, dit Joãozinho, né le 2 juillet 1989 à Lisbonne, est un footballeur portugais. Il évolue au poste de latéral-gauche au GD Estoril-Praia.

## Biographie
Le 21 janvier 2013, il connaît un grand moment de sa carrière en rejoignant l'effectif du Sporting CP , l'un des trois grands clubs du Portugal, après une saison et demie en première division dans le club de Beira-Mar. Il est présenté officiellement le 23 février 2013  et portera le numéro 5. Profitant du transfert d'Emiliano Insúa à l'Atlético Madrid, il s'impose immédiatement en tant que titulaire au poste de latéral-gauche du Sporting, et dispute son premier match sous ses nouvelles couleurs le 27 janvier 2013, contre le Vitoria Guimarães, au Estádio José Alvalade XXI. Ne donnant pas pleinement satisfaction, le Sporting décide de ne pas le conserver lors de l'été 2013, il rejoint alors le SC Braga. En juillet 2014, il est prêté au club moldave du FC Sheriff Tiraspol .

## Carrière
| Période        | Club                      | Pays     |
| 2008-2009      | Olivais e Moscavide       | Portugal |
| 2009-2011      | Clube Desportivo de Mafra | Portugal |
| 2011-jan. 2013 | Beira-Mar                 | Portugal |
| jan. 2013-2013 | Sporting CP               | Portugal |
| 2013-          | SC Braga                  | Portugal |
| 2014-2015      | FC Sheriff Tiraspol       | Moldavie |

## Statistiques
| Saison           | Club                | Pays     | Championnat       | Championnat | Championnat | Coupes nationales | Coupes nationales | Coupe d'Europe | Coupe d'Europe | Coupe d'Europe | Total  | Total |
| Saison           | Club                | Pays     | Division          | Matchs      | Buts        | Matchs            | Buts              | Type           | Matchs         | Buts           | Matchs | Buts  |
| ---------------- | ------------------- | -------- | ----------------- | ----------- | ----------- | ----------------- | ----------------- | -------------- | -------------- | -------------- | ------ | ----- |
| 2011 - 2012      | Beira-Mar           | Portugal | Liga              | 26          | 0           | 2                 | 0                 | -              | -              | -              | 28     | 0     |
| 2012 - jan. 2013 | Beira-Mar           | Portugal | Liga              | 14          | 1           | 6                 | 0                 | -              | -              | -              | 20     | 1     |
| jan. 2013 - 2013 | Sporting CP         | Portugal | Liga              | 13          | 0           | -                 | -                 | -              | -              | -              | 13     | 0     |
| 2013 - 2014      | SC Braga            | Portugal | Liga              | 13          | 0           | 5                 | 0                 | C3             | 2              | 0              | 20     | 0     |
| 2014 - 2015      | FC Sheriff Tiraspol | Moldavie | Divizia Naţională | -           | -           | -                 | -                 | -              | -              | -              | -      | -     |

Dernière mise à jour le 23 juillet 2014.